# إلت درينث
إلت درينث (بالهولندية: Elt Drenth)‏ (29 مايو 1949 – 3 فبراير 1998) هو سبّاح هولندي راحل، مثّل بلاده في الألعاب الأولمبية الصيفية 1968.

## روابط خارجية
إلت درينث على موقع أوليمبيديا (الإنجليزية)